# Moufida Tlatli
Moufida Tlatli (arabisch مفيدة التلاتلي, DMG Mufīda at-Talātilī; * 4. August 1947 in Sidi Bou Saïd; † 7. Februar 2021) war eine tunesische Filmeditorin, Drehbuchautorin und Filmregisseurin sowie Kulturministerin.

## Leben
Moufida Tlatli erhielt in den Jahren 1966 bis 1968 eine Filmausbildung beim IDHEC in Paris. Danach kehrte sie nach Tunis zurück, arbeitete jedoch auch in Paris als Editorin weiter. Außerdem wirkte sie bei sehr vielen tunesischen Filmen mit. Zusammen mit Férid Boughedir und Nacer Khemir gehört Moufida Tlatli zu den bedeutenden tunesischen Filmemachern. Ihr Regie-Debüt hatte sie mit Palast des Schweigens (arabisch: Samt al qusur, französisch: Les silences du palais, 1994). Weitere Regiearbeiten von ihr waren Zeit der Männer, Zeit der Frauen (La saison des hommes, 2000) sowie Rivalinnen (Nadia et Sarra, 2004).
Moufida Tlatli zeigte ihre Arbeiten auf den größten Filmfestivals wie in Cannes, Chicago, Mailand und Istanbul und den USA. 1994 wurde Tlatli für Palast des Schweigens beim Carthage Film Festival ausgezeichnet.
Nach der Revolution in Tunesien 2010/2011 trat sie im Januar 2011 als Kulturministerin in die Übergangsregierung Mohamed Ghannouchis ein.
Tlatli war eine der Regisseurinnen, die in dem 2011 erschienenen TV-Dokumentarfilm Femme et cinéaste porträtiert wird.

## Filmografie (Auswahl)

### Als Filmeditorin
- 1974: Sejnane
- 1977: Omar Gatlato
- 1979: Nahla
- 1980: Aziza
- 1983: Traversées
- 1984: Die Wanderer in der Wüste (El-haimoune)
- 1987: Caméra arabe (Dokumentarfilm)
- 1988: Die Spur (Sama)
- 1990: Halfaouine – Zeit der Träume (Asfour Stah)
- 1990: Le cantique des pierres
- 1994: Palast des Schweigens (Samt el qusur, auch Samt el Koussour)
- 1994: H'Biba M'Sika

### Als Drehbuchautorin und Regisseurin
- 1994: Palast des Schweigens (Samt el qusur)
- 2000: Zeit der Männer, Zeit der Frauen (La saison des Hommes)
- 2004: Rivalinnen (Nadia et Sarra)